# Кудрявцев, Сергей Сергеевич
Сергей Сергеевич Кудрявцев (1920—1973) — капитан Рабоче-крестьянской Красной Армии, участник Великой Отечественной войны, Герой Советского Союза (1945).

## Биография
Сергей Кудрявцев родился 5 октября 1920 года в деревне Сорож (ныне — Судиславский район Костромской области). Окончил семилетнюю школу и два курса Ленинградского гидромелиоративного техникума. В 1938 году Кудрявцев был призван на службу в Рабоче-крестьянскую Красную Армию. В 1940 году он окончил Челябинское военное авиационное училище лётнабов. С первого дня Великой Отечественной войны — на её фронтах.
К марту 1945 года старший лейтенант Сергей Кудрявцев был штурманом 373-го бомбардировочного авиаполка 188-й бомбардировочной авиадивизии 15-й воздушной армии 2-го Прибалтийского фронта. К тому времени он совершил 306 боевых вылетов на воздушную разведку и бомбардировку скоплений боевой техники и живой силы противника, нанеся ему большие потери.
Указом Президиума Верховного Совета СССР от 18 августа 1945 года за «образцовое выполнение заданий командования и проявленные мужество и героизм в боях с немецкими захватчиками» старший лейтенант Сергей Кудрявцев был удостоен высокого звания Героя Советского Союза с вручением ордена Ленина и медали «Золотая Звезда» за номером 7950.
После окончания войны в звании капитана Кудрявцев был уволен в запас. Проживал в Ленинграде, работал сначала лётчиком гражданского воздушного флота, затем диспетчером в аэропорту. Умер 9 октября 1973 года, похоронен на Большеохтинском кладбище Санкт-Петербурга.
Был также награждён двумя орденами Красного Знамени, орденом Отечественной войны 2-й степени, рядом медалей.
В честь Кудрявцева названа улица в Судиславле.